# Auxiliadora Toledano
Auxiliadora Toledano Redondo (Córdoba, 1981) es una soprano española.

## Trayectoria
Inició sus estudios de canto y piano en Córdoba, finalizándolos en el Conservatorio Superior de Salamanca con Premio Extraordinario. Realizó cursos de postgrado en la Escuela Superior de Música de Cataluña (ESMUC) y cursos de interpretación y lied con Teresa Berganza, R. Giménez, Wolfram Rieger y Enedina Lloris. Ha trabajado el repertorio de oratorio con G. Türk en Basilea, participado en la Academia Rossiniana de Pésaro con Alberto Zedda y con Renata Scotto en la Academia Nacional de Santa Cecilia de Roma. Complementó su formación con cursos de interpretación y lied con Nancy Argenta, Manuel Cid, Assumpta Mateu, Francisco Poyato, Mitsuko Shirai, Robert Expert, Jorge Robaina y Miguel Zanetti, entre otros. Ha sido galardonada en el Concurso Internacional de Canto Francesc Viñas de Barcelona, en el Concurso Internacional de Canto Hans Gabor Belvedere, en el Concurso Internacional de Canto Julián Gayarre y en Operalia, entre otros.
Debutó en 2008 con Doña Francisquita (Amadeo Vives) junto a Josep Bros en el Centenario del Palacio de la Música Catalana. Desde entonces ha cantado, entre otros, en la Ópera Garnier (París), Wiener Kammeroper (Viena), Gran Teatro del Liceo (Barcelona), Teatro Real (Madrid), Maggio Musicale Fiorentino, Teatro Dante Alighieri (Ravena), Auditorio Kursaal (San Sebastián), Teatros del Canal (Madrid), Teatro Campoamor (Oviedo), Auditorio Nacional (Madrid), Auditorio de Barcelona, Academia Nacional de Santa Cecilia (Roma), Ópera Nacional de Hungría (Budapest), Ópera de los Ángeles, Rossini Opera Festival (Pésaro), Festival Internacional de Música "Castell de Perelada", Palacio de Festivales de Cantabria (Santander), Teatro Baluarte (Pamplona), Teatro Arriaga y Palacio Euskalduna (Bilbao).
En cuanto a su repertorio, se puede destacar su participación en El viaje a Reims de Rossini, con dirección de Alberto Zedda y Emilio Sagi, en Le pescatrici de Haydn y en Demofoonte de Niccolò Jommelli dirigida por Riccardo Mutti También ha trabajado con directores de la talla de Neville Marriner, Jesús López Cobos, Jonathan Miller, Plácido Domingo, Lorenzo Ramos o Lluis Pasqual.
En enero de 2014,Toledano sufrió una caída en el transcurso de un ensayo de la ópera Don Giovanni en el Teatro Campoamor de Oviedo que la mantuvo alejada de los escenarios durante algún tiempo. En noviembre de 2022, volvió a ese mismo teatro para interpretar el mismo papel, Zerlina de la ópera Don Giovanni, que tuvo que abandonar en 2014 como consecuencia de la caída. Ese mismo mes, Toledano fue nombrada nueva Académica de la Real Academia de Ciencias, Bellas Letras y Nobles Artes de Córdoba con la categoría de correspondiente fuera de la capital.
Ha publicado Orfeo et Euridice (DVD) con la Fura dels Baus en el Festival Internacional de Música "Castell de Perelada" y Carmina Burana (CD) con Rafael Frühbeck de Burgos.

## Reconocimientos
Toledano ha sido reconocida con diversos premios internacionales en el campo del canto y las artes. En 2008, recibió el premio de la Associazione Agimus de Catania en Italia, así como el premio en el Concurso Internacional de Canto Julián Gayarre y el 45.º Concurso Internacional de Canto Francesc Viñas de Barcelona. Al año siguiente, en 2009, fue galardonada con el premio Operalia y, en 2013, la Fundación Princesa de Girona le otorgó el premio Princesa de Girona de Artes y Letras.